# Johann Friedrich Eich (Maler)

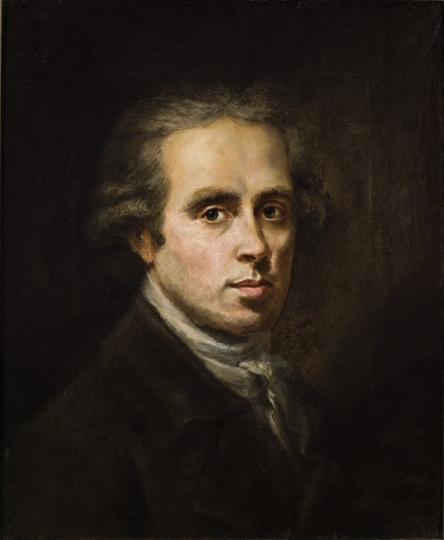
Johann Friedrich Eich, Selbstbildnis, 1780, Gleimhaus Halberstadt

Johann Friedrich Eich (* 13. Juni 1748 in Wernigerode; † 1807 in Altona) war ein deutscher Porträtmaler.

## Leben
Als Sohn des gräflich-stolbergischen Hegereiters Johann Peter Eich († 1772) betrieb er Studien der Pharmazie und erwarb sich neben umfangreichem Wissen auf dem Gebiet der Chemie auch literarische und künstlerische Kenntnisse, die er durch zwei Europareisen vertiefte. Bereits 1770 war er als Porträtmaler in Braunschweig tätig. 1773 zeichnete er zwei Porträts des Grafen Heinrich Ernst zu Stolberg-Wernigerode, die sich heute im Gleimhaus in Halberstadt und auf dem Schloss Wernigerode befinden.
Eich malte 1776 Bilder von P. J. F. Weitsch und von U. F. B. Brückmann, die 1801 von Daniel Chodowiecki gestochen wurden. Für den Dichter Johann Wilhelm Ludwig Gleim und den Halberstädter Dichterkreis fertigte er noch weitere Porträts, so 1779 von Johann Jakob Wilhelm Heinse, 1780 von Friedrich Heinrich Jacobi und ein Selbstbildnis.
Spätestens seit 1795 war Eich außerordentliches Mitglied der Akademie der schönen Künste zu Düsseldorf. Diese Mitgliedschaft bestand auch noch 1801.
Ab 1802 wohnte Eich in Altona, zunächst in der Palmaille Nr. 358. Er war bis 1805 Associé der neuen holländischen Essigfabrik Pflock & Comp., die sich ebenfalls in Altona in der Großen Elbstraße 121 befand.
Ab Sommer 1804 erteilte Eich dem Maler Philipp Otto Runge Unterricht, insbesondere „in den elementaren Verhältnissen der Farbtöne zueinander.“ Während dieser Zeit entstand Runges Ölgemälde Die Mutter an der Quelle. Friedrich August von Klinkowström nahm ebenfalls an diesem Unterricht teil, als er ab November 1804 bis Juni 1805 in Hamburg weilte.
Ab 1806 wohnte Eich in Altona in der Großen Elbstraße 130. Im gleichen Jahr stellte er ein Porträt von Franz Joseph Gall fertig.
Eich starb 1807 in Altona. Das genaue Sterbedatum ist nicht bekannt, jedoch schrieb Runge am 14. April 1807 an seinen Bruder Daniel: „Es hat mich sehr erschreckt, daß Eich todt ist. Er war ein merkwürdiger und guter Mann […].“

## Werke (Auswahl)

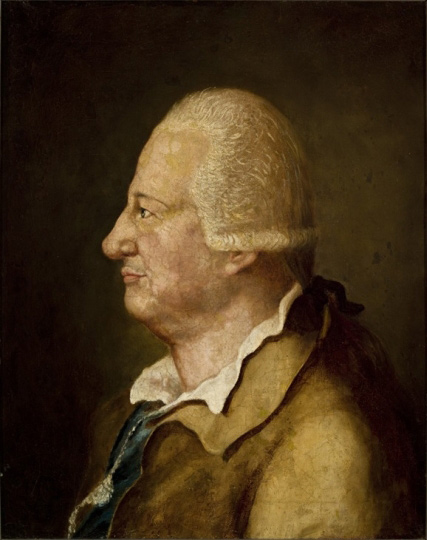
Stolberg
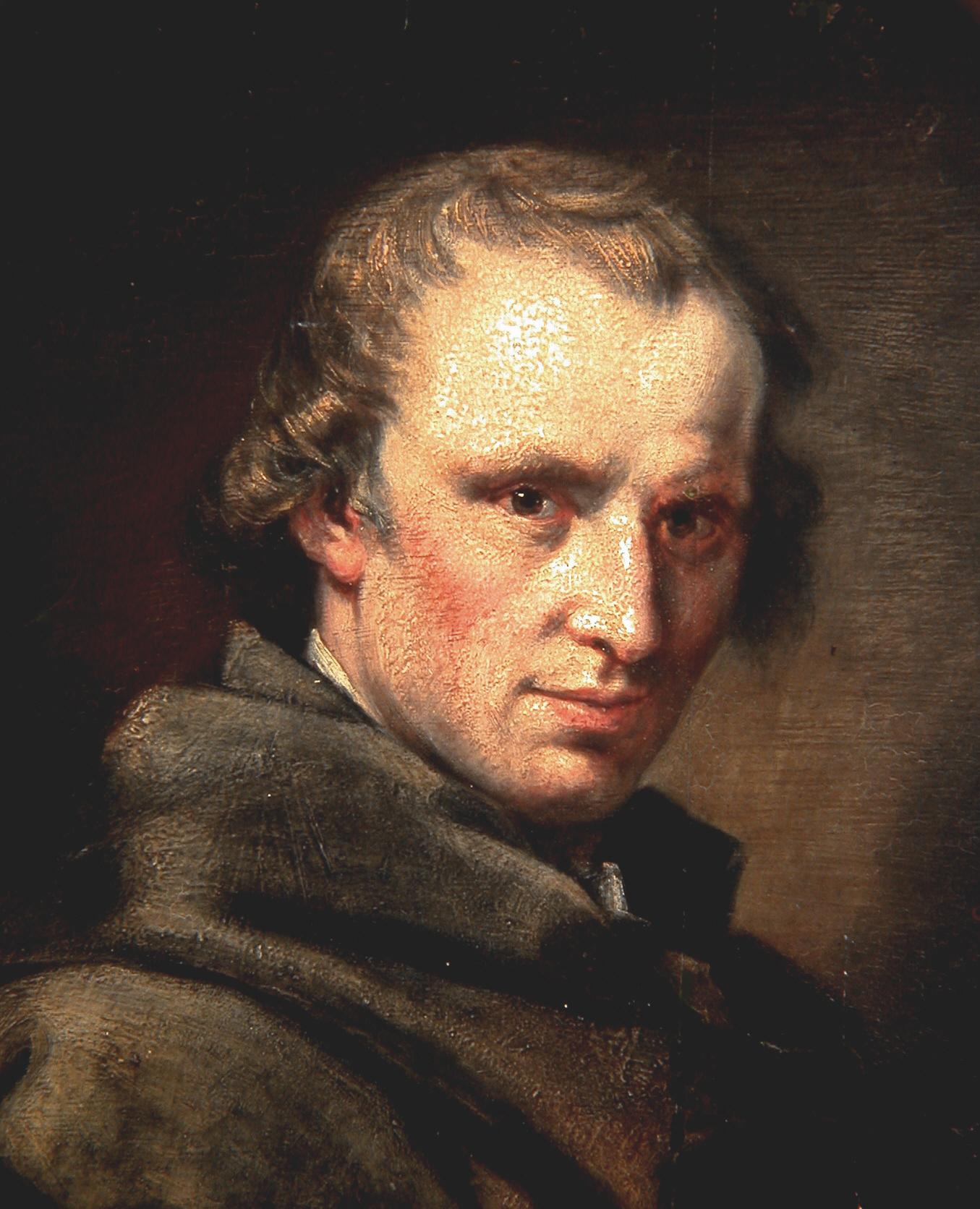
Heinse
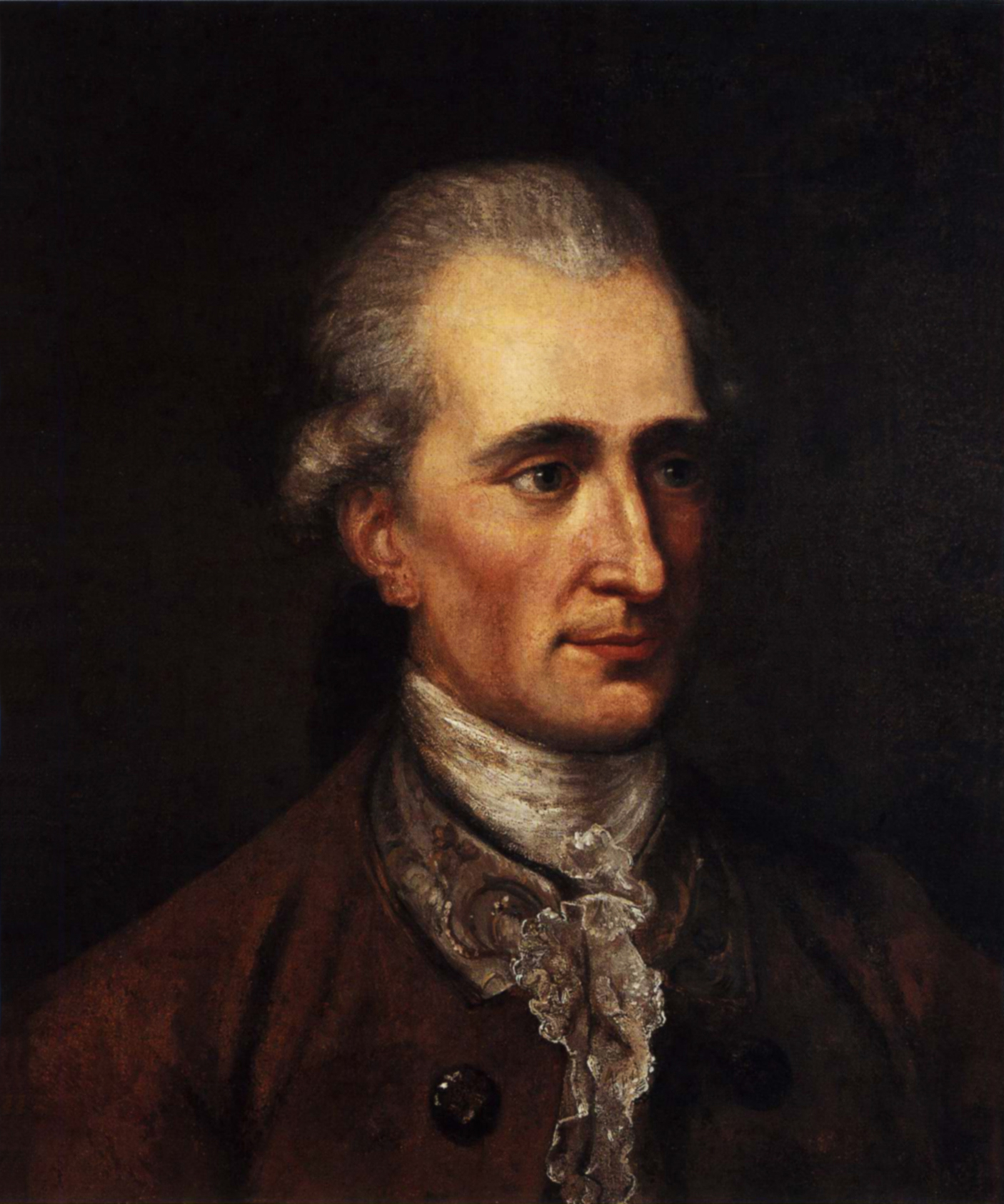
Jacobi
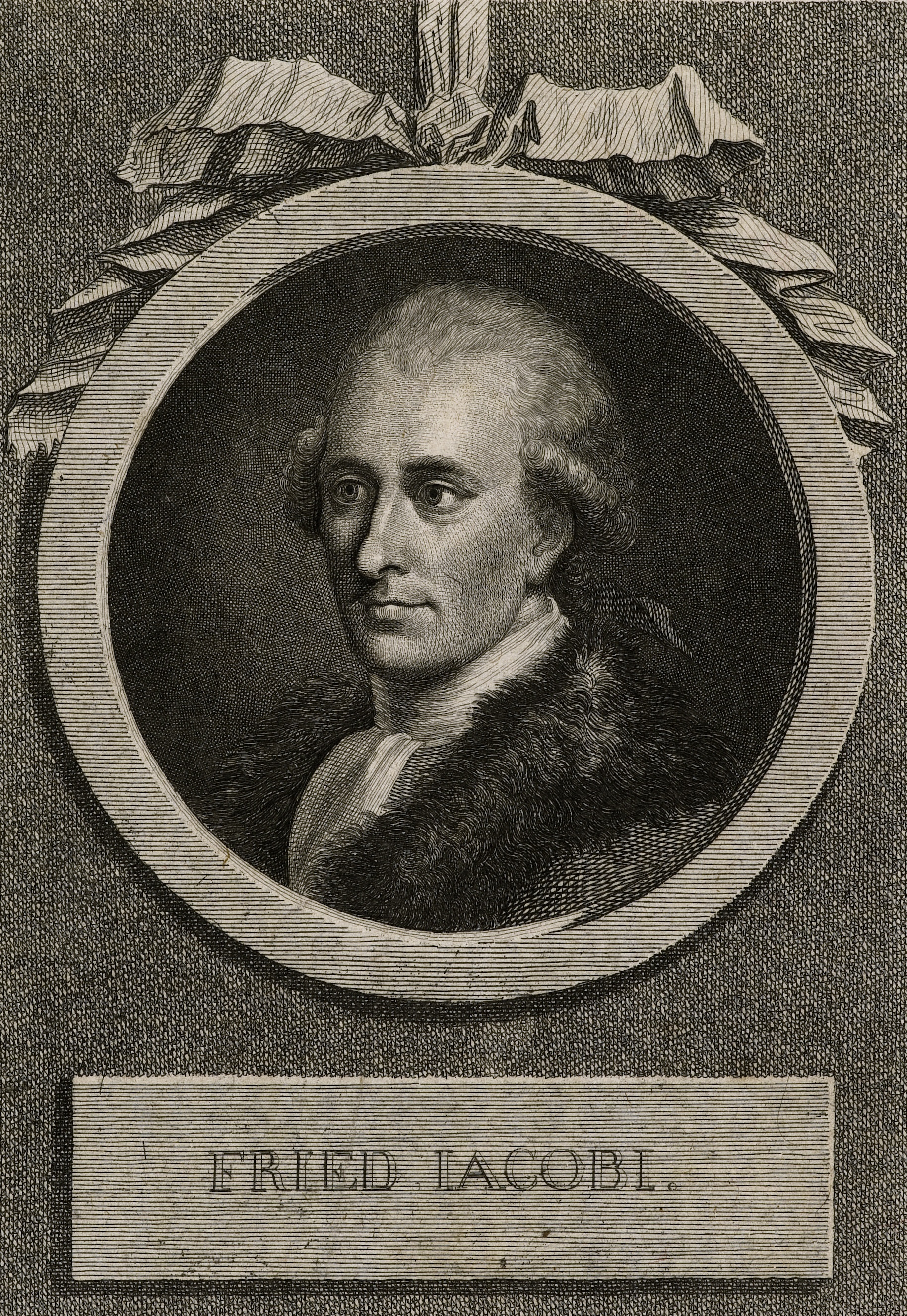
Jacobi
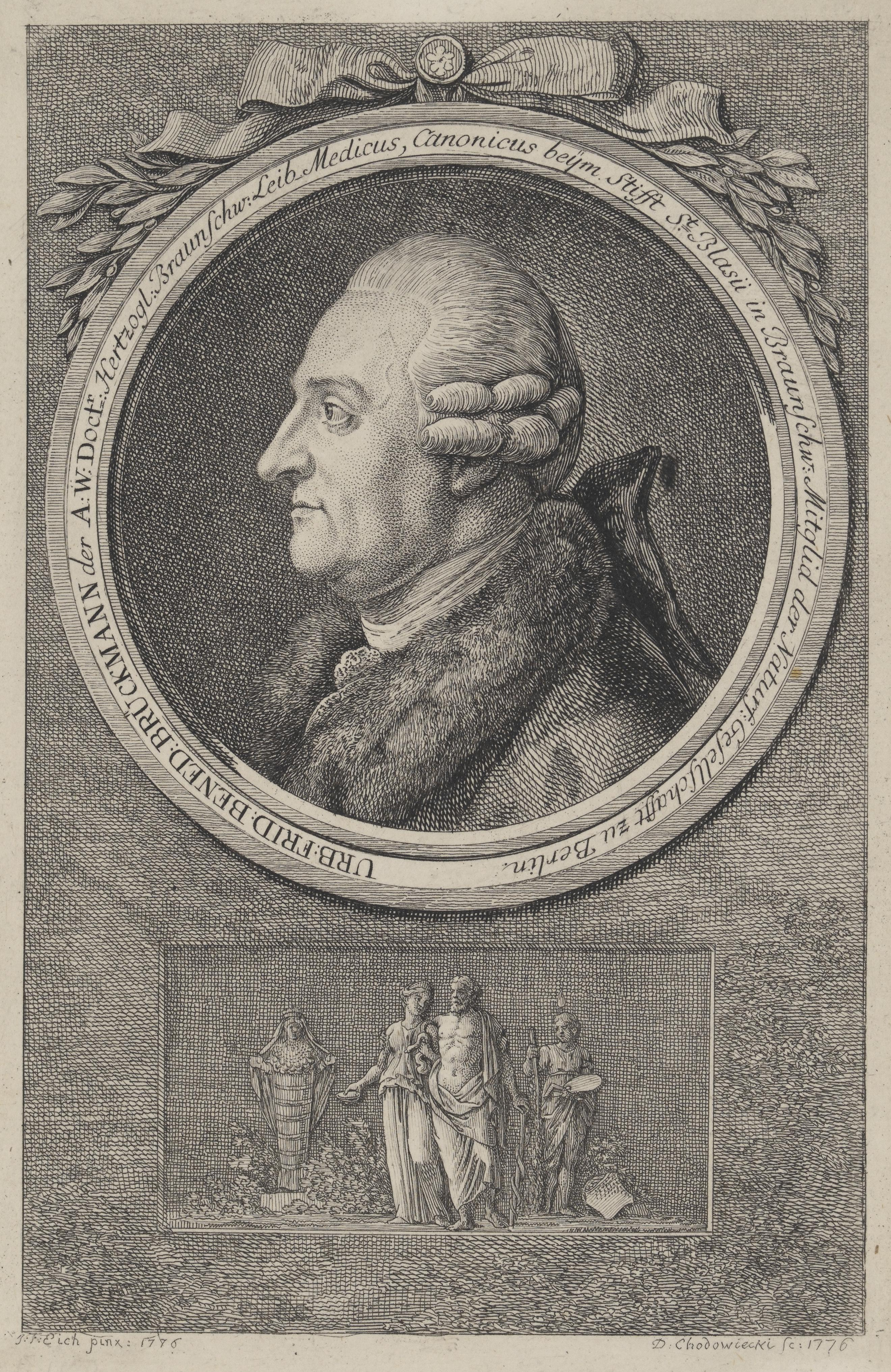
Brückmann

Als Zeitspanne, in der Eich künstlerisch tätig war, werden die Jahre von 1763 bis 1807 angegeben.
Gemälde

Aus dem künstlerischen Schaffen existieren noch folgende Gemälde:
- Porträt Heinrich Ernst Graf zu Stolberg-Wernigerode (Halberstadt, Gleimhaus, Inventar-Nr. A 012, ID 115), 1773, 48,8 cm × 39,3 cm
- Porträt Johann Jakob Wilhelm Heinse (Halberstadt, Gleimhaus, Inventar-Nr. A 090, ID 49), 1779, 49,7 cm × 43,3 cm
- Selbstbildnis Johann Friedrich Eich (Halberstadt, Gleimhaus, Inventar-Nr. A 125, ID 23), 1780, 51 cm × 42,4 cm
- Porträt Friedrich Heinrich Jacobi (Halberstadt, Gleimhaus, Inventar-Nr. A 092, ID 56), 1780, 51 cm × 42 cm
- Bildnis Johann Peter Hoesch aus Moers (Düren, Leopold-Hoesch-Museum), o. J.
- Bildnis Christina Margaretha Hoesch, geborene Faber (Düren, Leopold-Hoesch-Museum), o. J.

Druckgrafiken

Von den Porträtgemälden wurden verschiedene Druckgrafiken angefertigt und fanden schnell Verbreitung.
Geyser fertigte 1785 nach einem Bild von Eich einen Kupferstich für das Journal von und für Deutschland, das dort im gleichen Jahr in der Ausgabe Neuntes Stück erschien:
- Bildnis Friedrich Heinrich Jacobi (Wolfenbüttel, Herzog August Bibliothek, Inventar-Nr. A 10414), 172 mm × 123 mm (Platte)

Chodowiecki fertigte 1801 folgende Radierungen nach Bildern, die Eich 1776 malte:
- Bildnis Pascha Johann Friedrich Weitsch (München, Staatliche Graphische Sammlung, Inventar-Nr. 106003 D), 172 mm × 117 mm (Platte)
- Bildnis Urban Friedrich Benedikt Brückmann (Wolfenbüttel, Herzog August Bibliothek, Inventar-Nr. A 2920), 175 mm × 110 mm (Platte)

Bollinger fertigte nach einem Bild von Eich einen Punktierstich:
- Bildnis Johann Jakob Wilhelm Heinse (Wolfenbüttel, Herzog August Bibliothek, Inventar-Nr. A 9172), 184 mm × 124 mm (Platte)

Briefzitate von Zeitgenossen über Eich

Nachfolgende Zitate charakterisieren in ihrer Gesamtheit die Persönlichkeit des Malers Johann Friedrich Eich und sein künstlerisches Wirken.
Heinse an Gleim am 22. Juni 1779: „Sein Kolorit ist fast Rubensisch, und seine Manier dreiste und voll Kraft und Charakter. Er ist außerdem ein liebenswürdiger Mann, gut und gefällig, so sehr mans seyn kann; und besitzt sonst noch viel Kenntniße. […] Er will mein Porträt mit Gewalt mahlen; und ich kanns ihm leider nicht abschlagen, sonst thut ers wider meinen Willen. […] Ohne Zweifel muß er Ihnen noch bekannt seyn; er stand in der Apotheke bey Michaelis; und ist auf dem Brocken gebohren.“
Runge an seinen Vater am 27. Juli 1804: „[…] sehr geschickten und in vielen Wissenschaften erfahrnen Mann in Altona, Hofrath Eich; der ist dort Mahler und Essigbrauer, mir aber so nützlich, wie mir in meiner jetzigen Lage nicht leicht ein andrer Mensch seyn könnte, weil er erstaunlich viele Versuche gemacht hat, überdem ein sehr guter Mensch ist, und dem es noch nicht an Lebhaftigkeit fehlt, um von einer Sache ergriffen zu werden.“
Dazu erläuterte Runges ältester Bruder später: „des liebenswürdigen Mahlers, Hofraths Eich (aus der Düsseldorfer Schule), […] von welchem der Künstler große Vortheile im Farbenauftrage zu erlernen bestrebt war.“
Klinkowström an Runge am 3. Oktober 1805: „… und kann […] Eich’s Umgang nicht werth genug halten. Durch all seine überflüssigen Regeln hin geht doch ein schöner Sinn und eine treffliche Erfahrung und ich gäbe jetzt viel darum mehr von ihm profitirt zu haben. […] sage ihm, ich erinnerte mich mit der freudigsten Dankbarkeit seiner, je mehr ich an den vergeblichen Arbeiten Anderer die Wahrheit und den Geist seiner Methode erkennte.“ – an Runge am 18. Juni 1806: „Allein wie erkenntlich muß ich auch gegen Eich seyn […], daß ich Anleitung durch Eich’s Methode erhielt! Nie hätte ich so eine Arbeit unternehmen können, und, wie wahr die Sache ist, sehe ich daraus, daß die mehrsten hiesigen alten Praktiker sagen, ‚sie möchten es doch auch einmal so machen‘, […] Es sind gewaltige einfache Elemente, woraus die große Wirkung dieses Bildes entsteht.“ – an Runge am 1. Oktober 1806: „Seine Anleitungen sind mir immer unschätzbar geworden.“